# Michaił Orłow (kolarz)
Michaił Orłow (ros. Михаил Орлов) – rosyjski kolarz torowy i szosowy reprezentujący także ZSRR, mistrz olimpijski i trzykrotny medalista torowych mistrzostw świata.

## Kariera
Pierwszy sukces w karierze Michaił Orłow osiągnął w 1987 roku kiedy razem z kolegami z reprezentacji zdobył złoty medal w drużynowym wyścigu na dochodzenie podczas mistrzostw świata juniorów. Na rozgrywanych dwa lata później mistrzostwach świata w Lyonie wspólnie z Wiaczesławem Jekimowem, Jewgienijem Bierzinem i Dmitrijem Nielubinem wywalczył w tej samej konkurencji srebrny medal wśród seniorów. Ponadto trzykrotnie zdobywał medale torowych mistrzostw kraju (w tym 2 złote), a w 1991 roku zajął trzecie miejsce w klasyfikacji generalnej francuskiego wyścigu szosowego Tour de Normandie.